# Хапоель (Ноф-га-Галіль)
«Хапоель» (Ноф-га-Галіль) (івр. הפועל נוף הגליל) — ізраїльський футбольний клуб з міста Ноф-га-Галіль, заснований 1958 року.

## Історія
Клуб заснований, як Хапоель Кір’ят Нацерет та виступав у нижчих лігах. У зв'язку з отриманням в 1973 році селищем статусу міста та нової назви, команда змінила свою назву на Нацра́т-Ілі́т.
У сезоні 1975–76 «Хапоель» здобув перемогу в четвертому дивізіоні але через реструктуризацію системи ліг, залишився в четвертому дивізіоні, який змінив назву. У 1978–79 роках клуб такі здобув підвищення. Вже після сезону 1983–84 знову вилетіли до нижчого дивізіону, а через два сезони ще понизились у класі.
У сезоні 1998–99 посів друге місце та повернувся до Національної Ліги. Наступного сезону вони продовжили просування до елітного дивізіону. У сезоні 2003–04 вони посіли друге місце та вибороли право дебютувати в топ-дивізіоні.
За підсумками першого сезону клуб посів п'яте місце, однак у наступному сезоні вони фінішували передостанніми та вибули з вищого дивізіону. За підсумками сезону 2007–08 «Хапоель» вилетів і з другого дивізіону.
Згодом клуб повернувся до другого дивізіону, де виступав тривалий час, а у сезоні 2012–13 навіть претендував на підвищення поступившись «Хапоель» (Раанана). У сезоні 2018–19 «Хапоель» також був серед претендентів але зрештою посів третє місце.
4 липня 2019 року після зміни назви міста клуб отримав сучасну назву «Хапоель» (Ноф-га-Галіль).
За підсумками сезону 2020–21 у Лізі Леуміт «Хапоель» став переможцем та вдруге в історії вийшов до прем'єр-ліги.
За підсумками сезону 2021–22 клуб посів останнє місце та вибув з прем'єр-ліги.